# Christopher Samba
Veijeany Christopher "El Aéreo" Samba (nacido el 28 de marzo de 1984 en Créteil, Francia) es un futbolista que juega de defensa en el Aston Villa. Pese a que nació en Francia, Samba es internacional absoluto por Congo.

## Carrera
Samba comenzó su carrera en el FC Rouen, antes de fichar por el CS Sedan y el Hertha Berlin. Samba fichó por el Blackburn en enero de 2007, durante la apertura del mercado de invierno de fichajes tras pasar cinco días de prueba con el equipo de Ewood Park. El poderoso defensa central (mide 1,95 m) firmó un contrato de tres años y medio con los Rovers.
Su debut se produjo en la cuarta ronda de la FA Cup, al sustituir a Ryan Nelsen en un partido frente al Luton Town. Su primer partido en la Premier League fue el 31 de enero de 2007 ante el Chelsea. Recientemente, el jugador franco-congoleño firmó un nuevo contrato con los Rovers hasta 2012.
El 24 de febrero de 2012 ficha por el FC Anzhi Majachkalá. Tras permanecer en el equipo ruso hasta final de año, a principios de 2013 regresa a la Premier League en las filas del QPR, que pagó su cláusula de rescisión.

## Clubes
| Club                | País       | Año         | Partidos | Goles |
| ------------------- | ---------- | ----------- | -------- | ----- |
| CS Sedan            | Francia    | 2003 - 2004 | 3        | 0     |
| Hertha Berlin       | Alemania   | 2004 - 2007 | 20       | 0     |
| Blackburn Rovers    | Inglaterra | 2007 - 2012 | 161      | 16    |
| FC Anzhi Majachkalá | Rusia      | 2012 - 2013 | 27       | 3     |
| QPR (Cesión)        | Inglaterra | 2013        | 10       | 0     |
| FC Dinamo Moscú     | Rusia      | 2014 - 2016 | 38       | 6     |
| Panathinaikos       | Grecia     | 2016 - 2017 | 2        | 0     |
| Aston Villa         | Inglaterra | 2016 - 2017 | 12       | 1     |